# Mauritiusduif
De mauritiusduif (Nesoenas mayeri) is een vogel uit de familie Columbidae. De vogel werd in 1843 geldig beschreven en afgebeeld door de Franse natuuronderzoeker Florent Prévost. Het is een kwetsbare soort die alleen voorkomt op Mauritius en daar sterk afhankelijk is van natuurbeschermingsmaatregelen.

## Kenmerken
De lichaamslengte bedraagt gemiddeld 38 cm en het gemiddelde gewicht van het mannetje is 315 en van het vrouwtje 291 gram. Het verenkleed van deze vogel is zachtroze, met een wit "gezicht" en voorhoofd, bruine vleugels en de middellange snavel is roze, rond de neusgaten rood en met een kromme punt. Het verenkleed bij beide geslachten is gelijk.

## Leefwijze
Hun voedsel bestaat uit fruit, zaden, noten en bladeren. De zaden en noten worden in de krop al vermalen en voorverteerd. Gewoonlijk leven deze duiven in kleine groepen, ze trekken door het woud op zoek naar voedsel. De duiven houden daarbij bijna constant contact met elkaar door middel van geluiden, een beetje als tortelduiven, maar dan langgerekter.

## Voortplanting
In de broedtijd vormen zich elk jaar nieuwe koppels, de vogels zijn elkaar alleen een enkel seizoen trouw. Na veel gekoer en geshow, bouwen beide vogels samen een nest van takken in een hoge boom. De duivin legt twee eieren die ze zelf in 14 dagen uitbroedt. Jonge mauritiusduiven vliegen uit als ze een maand oud zijn.

## Verspreiding en leefgebied
De soort telde twee ondersoorten, maar één daarvan is uitgestorven:
- N. m. mayeri: Mauritius.
- † N. m. duboisi: Réunion (uitgestorven).

De soort komt nog endemisch voor op Mauritius, een vulkanisch eiland dat in de Indische Oceaan ligt. Het is een rotsachtig eiland met een subtropisch klimaat, waar het zeer vaak regent. Deze standvogel leeft in kloven rond rivieren in dichte bossen in het zuidwesten van het eiland.

## Status
De mauritiusduif heeft een beperkt verspreidingsgebied en daardoor is de kans op uitsterven aanwezig. De grootte van de populatie was in 1990 afgenomen tot nog maar tien vogels in het wild. Daarna startte een intensief beschermingsprogramma dat leidde tot een spectaculaire toename. Sinds het jaar 2000 zijn er meer dan 300 individuen. BirdLife International schatte in 2018 de populatie op  250 tot 1000 volwassen individuen. De populatie-aantallen fluctueren en zijn verdeeld in vijf subpopulaties. Het leefgebied wordt aangetast door ontbossing en door predatie door invasieve diersoorten, waardoor de duif afhankelijk blijft van zorg zoals het opkweken van kuikens in gevangenschap. Om deze redenen staat deze soort als kwetsbaar op de Rode Lijst van de IUCN.